# Lex Sacrata
La Lex Sacrata è una legge romana emanata dopo la prima secessione della plebe del 494 a.C..

## La prima lex sacrata (494 a.C.)
Essa stabiliva che i tribuni della plebe erano sacri e inviolabili (sacrosancti) durante la magistratura e chiunque contravveniva a questa legge era condannato a consegnare i suoi beni alla dea Demetra.
Livio riferisce ancora che la "sacrosanctitas" dei magistrati plebei sarebbe stata sancita con la lex Valeria Horatia del 449, con una variante circa la divinità in favore della quale si prevedeva la consacrazione.
Dunque, è fondato ritenere che la lex sacrata costituisse una disposizione unilaterale giurata dai plebei, ma non riconosciuta dai patrizi. Solo successivamente i patrizi avrebbero recepito la disposizione plebea con una delle leggi Valerie-Orazie del 449 a.C. votata dal comizio centuriato.
La definizione della norma può essere ritenuta quella di Sesto Pompeo Festo nella sua opera De verborum significatu alla voce Sacratae leges:
(Festo, De verborum significatu , SACRATAE LEGES.)
La lex fu detta sacrata perché i plebei secessionisti la giurarono tramite sacramentum, che era il metodo attraverso il quale i soldati giuravano fedeltà in guerra. In effetti, già nell’antichità vi erano diverse spiegazioni di ordine etimologico di questa particolare denominazione: tra le interpretazioni moderne da menzionare vi è l’autorevole opinione del giurista Feliciano Serrao, secondo il quale l’espressione nasceva dal fatto che le prime due disposizioni assunte dalla plebe prevedevano che chi avesse contravvenuto a queste stesse disposizioni sarebbe stato sacer, (Sacertà), consacrato agli dèi, ovvero in pratica, che potesse essere ucciso impunemente”.
Infatti l'episodio della prima secessione plebea si colloca in un periodo di gravi tensioni sociali interne alla città e di pericoli all'esterno. I plebei, spesso semiasserviti ed umiliati dai patrizi in patria, paradossalmente in guerra erano più liberi che in pace, e pertanto al ritorno in città dopo la guerra con i Latini conclusasi con la battaglia del lago Regillo (probabilmente di quello stesso anno).

## La seconda lex sacrata (492 a.C.)
Una seconda lex sacrata fu votata dal concilio della plebe due anni dopo, nel 492 a.C.. Essa, secondo quanto riferiscono Dionigi d'Alicarnasso e Marco Tullio Cicerone, impediva di interrompere o disturbare i tribuni della plebe mentre parlavano in assemblea, ed obbligava chi lo avesse fatto a dare vades, ossia a fornire un garante (vas) - non è chiaro se per garantire la sua presenza al processo o più probabilmente per garantire il pagamento di una multa -, e che se non avesse fatto ciò sarebbe stato processato davanti al concilio della plebe e condannato alla sacratio (capitis et bonorum: ossia poteva essere impunemente ucciso da chiunque ed i suoi beni consacrati alle divinità plebee).